# Joseph Guillemot
Joseph Guillemot   (Le Daurat, 1 d'octubre de 1899 - Orador Sent Genès, 9 de març de 1975) va ser un atleta francès que va competir durant la dècada de 1920. Especialista en proves mig i llarg fons, en el seu palmarès destaquen dues medalles olímpiques.
La carrera atlètica de Guillemot va començar mentre servia en la Primera Guerra Mundial. Durant la guerra, en què va patir un accident que li va deixar el pulmó dret danyat per culpa del gas mostassa, va guanyar tots els campionats nacionals militars de cros que disputà.
El 1920 va guanyar el campionat nacional dels 5.000 metres, cosa que el va classificar pels Jocs Olímpics d'Anvers d'aquell mateix any. Als Jocs va disputar quatre proves del programa d'atletisme. Va guanyar la medalla d'or en els 5.000 metres, una cursa en què superà al gran favorit per a la victòria final, el finlandès Paavo Nurmi. Nurmi va córrer a un ritme elevat en la primera meitat de la cursa com una estratègia per esgotar els suecs Eric Backman i Rudolf Falk. Només Guillemot va poder seguir el seu ritme, i en el darrer revolt el va superar per guanyar l'or. En els 10.000 metres va quedar rere Nurmi, guanyant d'aquesta manera la plata. En la competició de cros per equips fou cinquè, mentre en la prova individual de cros hagué d'abandonar.
Posteriorment Guillemot va guanyar tres títols del Cros de les Nacions, un individual el 1922 i dos amb l'equip francès el 1922 i el 1926. Va guanyar el campionat nacional dels 5.000 metres en tres ocasions, però va es perdre els Jocs de 1924per una sèrie de desacords amb la Federació francesa d'atletisme.

## Millors marques
- 1.500 metres llisos. 4'02.4" (1920)
- 5.000 metres llisos. 14'55.6" (1920)[1][4]
- 10.000 metres llisos. 31' 47.2" (1920)